# Mai xanh

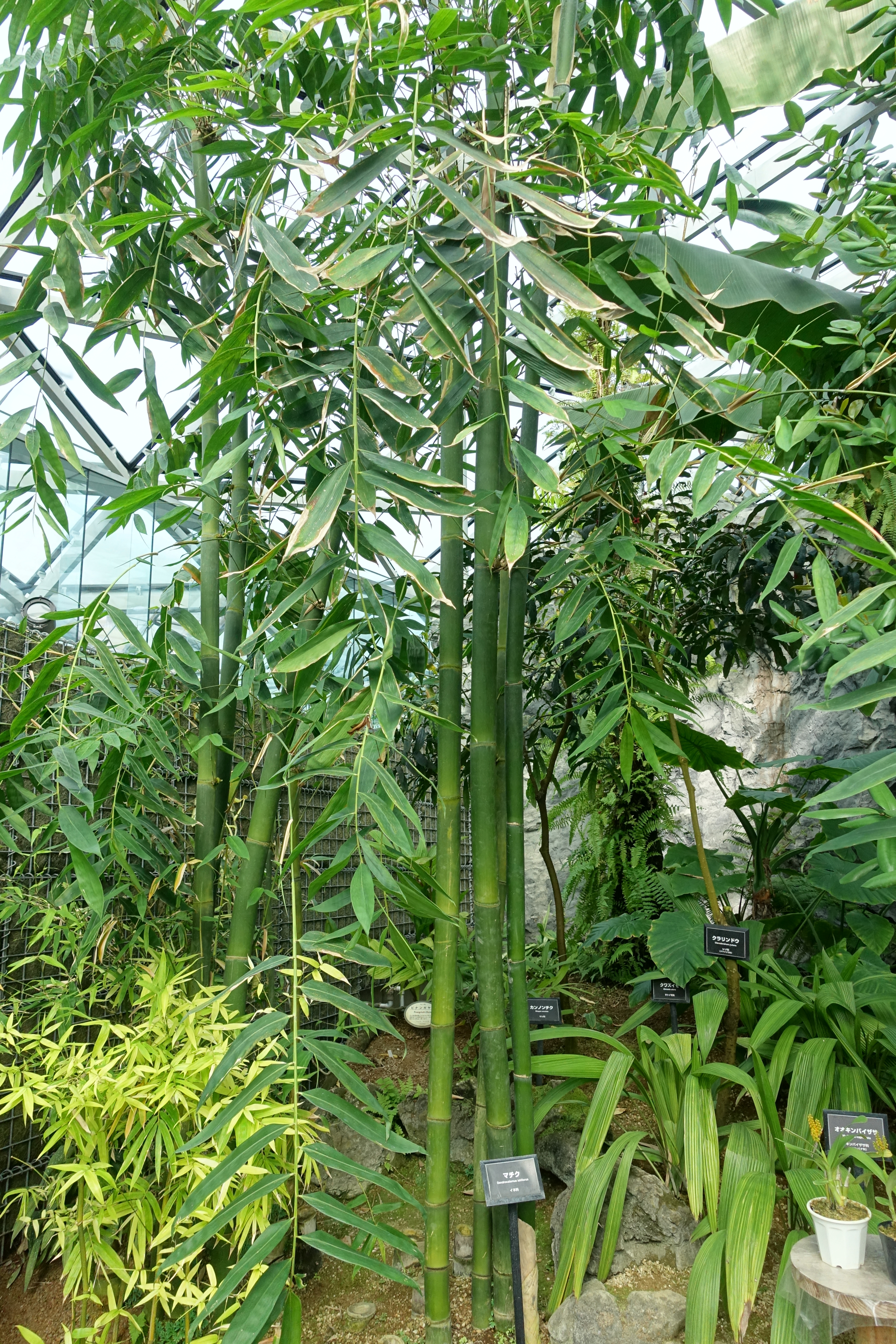

Mai xanh hay tre tàu, tên khoa học Dendrocalamus latiflorus, là một loài thực vật có hoa trong họ Hòa thảo. Loài này được Munro mô tả khoa học đầu tiên năm 1868.